# Жуніньйо Фонсека
Жуніньйо Фонсека (порт. Juninho Fonseca, нар. 29 серпня 1958, Олімпія) — бразильський футболіст, що грав на позиції захисника. По завершенні ігрової кар'єри — тренер.
Виступав, зокрема, за клуби «Понте-Прета» та «Корінтіанс», а також національну збірну Бразилії.

## Клубна кар'єра
Жуніньйо народився у футбольній родині: його батько був президентом Футбольної ліги Олімпіенсе. Він почав кар'єру у футбольній школі клубу «Понте-Прета», а через рік з юніорською збірною Бразилії брав участь у міжнародному турнірі в Каннах. У 1976 році він дебютував в основному складі команди, куди його покликав тренер Армандо Ренганескі. Після травми Оскара в 1978 році, він почав регулярно грати в стартовому складі, що пізніше призвело до відходу центральних захисників команди — Оскара в «Нью-Йорк Космос», а Полоцці в «Палмейрас». У тому ж році він отримав важку травму коліна, через що пропустив майже весь сезон, відновившись лише до останніх матчів чемпіонату штату, в якому його клуб посів друге місце.
1983 року Жуніньйо перейшов в «Корінтіанс» за 110 млн крузейро, плюс «Понте-Прета» залишила у себе 15 % прав на футболіста. У перший же рік Жуніньйо допоміг клубу виграти чемпіонат штату Сан-Паулу. За клуб він виступав 4 сезони, провівши 152 матчі (68 перемог, 52 нічиї і 30 поразок), він забив 2 голи в чужі ворота і один у свої.
Звідти в 1985 році він пішов у «Жувентус Сан-Паулу», потім грав за «Васко да Гаму», а у 1987 році перейшов в «Крузейру», зігравши лише в 4 матчах, а через рік грав за «XV ді Новембро» і «Атлетіку Паранаенсе».
Згодом Жуніньйо виступав за «Сан-Жозе», «Понте-Прету», «Насьйонал Сан-Паулу» та «Олімпію» (Сан-Паулу).
Останнім клубом у кар'єрі захисника став японський «Йоміурі», з яким Жуніньйо виграв два чемпіонату Японии.

## Виступи за збірну
У 1977 році Жуніньйо був включений до заявки збірної Бразилії U-20 на молодіжний чемпіонаті світу в Тунісі, де здобув бронзові нагороди.
25 вересня 1980 року дебютував в офіційних матчах у складі національної збірної Бразилії в товариській грі проти Парагваю (2:1). Він брав участь і у Мундіаліто наприкінці 1980 — початку 1981 року, ставши фіналістом турніру.
Наступного року у складі збірної був учасником чемпіонату світу 1982 року в Іспанії, де був дублером Луїзіньйо і Оскара, тому не провів на турнірі жодної хвилини і після цього турніру за збірну більше не грав. Загалом протягом кар'єри у національній команді, яка тривала 3 роки, провів у її формі 4 матчі.

## Кар'єра тренера
Жуніньйо розпочав тренерську кар'єру роботою з юніорською командою «Понте-Прети». У 1999 році він став головним тренером клубу «Португеза Деспортос».
У 2000 році Жуніньйо недовго тренував клуби «Можі-Мірім», «Сан-Жозе» та «Комерсіал», а в наступні роки очолював клуби «Сампайо Корреа» і «Трезі».
У 2003 році він став асистентом головного тренера «Корінтіанса» Леовежильдо Жуніора. Після того, як той пішов у відставку, Жуніньйо став новим головним тренером команди. «Корінтіанс» під його керівництвом провів 17 ігор, з яких 5 виграв, 4 зіграв внічию і 8 програв; різниця м'ячів — 17 забито і 20 пропущено. Після трьох місяців Жуніньйо був звільнений.
Надалі Жуніньйо тренував «Кашіас», а в 2005 році очолив клуб «Нороесте». Роком пізніше він призупинив тренерську кар'єру і зайняв посаду спортивного секретаря міста Рібейран-Прету. Згодом працював в академії клубу Сан-Бернарду, а з 2012 по 2014 рік працював у школі «Ботафого» з Рібейран-Прету.
У 2014 році він тренував клуб «Івіньєма», а в 2015 році клуб «Атлетіко Пернамбукано».
З 2017 року він працював спортивним коменатором на радіостанції Rede fé.

## Титули і досягнення

### Командні
- Чемпіон Японії (2):

«Йоміурі»: 1991, 1992
- Переможець Ліги Пауліста (1):

«Корінтіанс»: 1983

### Особисті
- Володар «Срібного м'яча» Бразилії: 1982